# Exocentrus chevaugeoni
Exocentrus chevaugeoni es una especie de escarabajo longicornio del género Exocentrus, categorizada en la tribu Exocentrini, de la subfamilia Lamiinae. Fue descrita por Lepesme & Breuning en 1955.

## Descripción
Mide 2,5-5 mm de longitud.

## Distribución
Se distribuye por Costa de Marfil, Malaui, Malí, Uganda, Ruanda, Senegal y Chad.